# Río Ojuelo
El río Ojuelo es un río del centro de España, con el que se denomina al primer tramo fluvial del río Córcoles, afluente esporádico del río Záncara, uno de los ríos de la cabecera del Guadiana. 

## Curso
El río Ojuelo discurre por la provincia de Albacete y junto al río Quintanar, se une (a escasa distancia de la localidad de Munera) para dar nacimiento al río Córcoles. Nace en el término municipal de El Bonillo a poco más de 1050 m s. n. m.
En sus 9 km aproximadamente de recorrido (de los que 5 discurren por el término municipal de El Bonillo y 4 por el de Munera) se levantan numerosas construcciones hidráulicas —como la fábrica de la luz situada en el paraje de San Bartolomé que sirvió para suministrar electricidad al municipio de Munera, actualmente en desuso— y algunos yacimientos arqueológicos importantes, como el molino del Concejo (en el que se hallaron hachas de doble filo), la morra de Marañas (cerro calizo y cenizoso situado a 2 km en dirección sur de Munera en el que se encontraron restos de cerámica) y el castillo de Munera (asentamiento fortificado en el que se asentaron numerosas civilizaciones).
Asimismo, como curiosidad, en los mapas o cartas topográficas anteriores a las del S-XX, (y en algunos mapas actuales) el Río Ojuelo se confunde con el Río Quintanar, el afluente de las motillas, de la vertiente Sureste al municipio de Munera.